# Lauthausen
Lauthausen is een plaats in de Duitse gemeente Hennef (Sieg), deelstaat Noordrijn-Westfalen, en telt 470 inwoners.